# Stazione di Gumma-Sōja
La stazione di Gumma-Sōja (群馬総社駅?, Gunma-Sōja-eki) è una stazione ferroviaria di Maebashi, nella prefettura di Gunma gestita dalla JR East.

## Linee e servizi
JR East
■ Linea Jōetsu
■ Linea Agatsuma (servizio ferroviario)

## Struttura
La stazione è costituita da due banchine laterali con 2 binari totali. È presente una biglietteria presenziata aperta dalle 6:00 alle 22:00
| 1 | ■ Linea Jōetsu ■ Linea Agatsuma | per Shin-Maebashi e Takasaki           |
| 3 | ■ Linea Jōetsu ■ Linea Agatsuma | per Shibukawa e Minakami               |
| 3 | ■ Linea Jōetsu ■ Linea Agatsuma | per Nakanojō e Naganohara-Kusatsuguchi |

## Stazioni adiacenti
| «              | Servizio       | »              |
| Linea Jōetsu   | Linea Jōetsu   | Linea Jōetsu   |
| Linea Agatsuma | Linea Agatsuma | Linea Agatsuma |
| -------------- | -------------- | -------------- |
| Shin-Maebashi  | Tutti i treni  | Yagihara       |